# ورزشکاه پارک آماگازاکی
ورزشکاه پارک آماگازاکی (به لاتین: Amagasaki Memorial Park Stadium) یک ورزشگاه در ژاپن است که در آماگاساکی، هیوگو واقع شده‌است.